# 大奥 (劇作品)
『大奥』（おおおく）は、江戸城本丸御殿において将軍の正室や側室、その生母や子女、及び御殿女中たちの居所で起きた事象を描いた舞台劇。

## 大奥（フジテレビドラマ版）
フジテレビの時代劇シリーズ『大奥』を原作とする。フジネットワークで放映されたドラマシリーズのうち、2007年・2010年上演版は2003年の第1シリーズを、2011年・2012年・2013年上演版は2004年の第2シリーズ『大奥〜第一章〜』をベースとした。
なお、『大奥ナビ』としてイヤホンガイドを導入。

### 上演日程
2007年
- 9月29日〜10月27日　明治座（東京都）
- 11月3日〜29日　中日劇場（名古屋市）
共催：東海テレビ放送、その他関与：中日新聞社（上演劇場を直接運営）

2010年
- 6月2日〜27日　明治座
- 7月3日〜27日　博多座（福岡市）
共催：テレビ西日本、後援：FNS九州6社（サガテレビ、テレビ長崎、テレビ熊本、鹿児島テレビ放送、テレビ大分、テレビ宮崎）
- 11月3日〜28日　大阪松竹座（大阪市）
共催：関西テレビ放送（20世紀にテレビドラマ版を2シリーズ制作した実績がある）

2011年（第二弾）
- 10月2日〜27日　明治座
- 11月4日〜27日　中日劇場

2013年（第二弾）
- 6月1日〜21日　大阪松竹座
- 7月2日〜27日　博多座

### 出演者
※はドラマキャスト。
- 瀧山（大奥総取締）：浅野ゆう子※
- 和宮（家茂正室）：安達祐実※
- 初島（大奥総取締代理）：中山忍
- 徳川家茂（第十四代将軍）：金子昇
- おその（奥女中のちの家茂御内証）：松尾れい子
- 葛岡（奥女中）：鷲尾真知子※
- 吉野（〃）：山口香緒里※
- 浦尾（〃）：久保田磨希※
- 堀田良庵（医者）：山田明郷※
- 松江（和宮付中臈）：小松みゆき
- 藤野（実成院付中臈）：岩橋道子
- 鈴川（瀧山付中臈）：かとうあつき
- お鶴（実成院付中臈）：高倉百合子
- おとよ（中臈）：水月舞
- 瀧山付中臈：福島里美・小林加奈
- 瀧山付部屋子：香川美紀・鈴木麻里
- 和宮付中臈：宮澤明子
- 和宮付部屋子：宮本夕莉
- 実成院付中臈：池田昌子・吉井丈絵・塚本貢子
- 実成院付部屋子：杉山あゆみ・杉浦美和
- 家茂付中臈：飯田千賀・所里沙子
- 家茂付部屋子：三崎千香・北ひとみ
- 中臈：吉田粋美・西浦八恵子・石原身知子・赤澤輝美
- 御坊主：川崎真実
- 武士：堺新次・川口丈文・鎌田雅尋・野上大樹・巌大介・芦田能久・小山亮一
- お雪（柳丈が育てている子供）：小野緒芽・南雲有紗（ダブルキャスト）
- 太郎（〃）：清水真秀呂・齋藤鸞昂（ダブルキャスト）
- 義三（〃）：奥本健太郎
- お花（〃）：菊地海帆
- 徳川家定（第十三代将軍）・柳丈（僧侶）：羽場裕一（二役）
- 実成院（家茂生母）：江波杏子（2007年版）→多岐川裕美（2010年版）

第二弾〜（2011年）
- 春日局（おふく）：松下由樹※
- お江与：木村多江[1]※（2011年版）→若村麻由美（2012年版）→涼風真世（2013年版）
- 徳川秀忠（第2代将軍）：原田龍二
- 徳川家光（第3代将軍）：田中幸太朗
- 徳川家康（初代将軍）：近藤正臣
- しず：西原亜希
- 葛岡（奥女中）：鷲尾真知子※
- 吉野（〃）：山口香緒里※
- 浦尾（〃）：久保田磨希※（2013年版）

### 補足
- 子役は基本的にカーテンコールに出ないが、千秋楽のみ出る。
- 初島役は当初木村多江が演じる予定だったが、妊娠のため降板、急遽中山に代わった。
- 家茂役の金子昇は、2010年当初から関西テレビで『競馬beat』MCを務めていたが、本作品上演期間中は欠席した。同年11月は大阪公演だが、競馬開催場が京都であることと、『競馬beat』の放送時間は昼の部が終わり夜の部の開演直前にあたるため、やはり欠席となった。
- 浦尾役の久保田磨希は妊娠のため、2011年の第二弾には出演せず、2012年の第二弾全国ツアーにも復帰しなかった。2012年復帰とならなかったのは、脚本がはじめから浦尾抜きで書かれている上、出産後ほどなく活動を再開した久保田のスケジュールを押さえられなかったことが理由と考えられる。2013年の公演から復帰予定。ちなみに同僚である吉野役の山口香緒里は、第一弾東京公演開幕の2か月前に出産し、出産後ほどなく稽古入りという状況だった。

## 大奥 月光院物語 愛しき人
2007年3月4日から3月28日まで御園座(愛知県)で上演された。舞台設定は江戸幕府第6代将軍徳川家宣の時代で、その側室である月光院が主人公になっている。主演は佐久間良子。